# Freydís Eiríksdóttir
El título de este artículo es un nombre islandés. El último nombre es un patronímico, no un apellido familiar; a esta persona se la refiere apropiadamente por el nombre dado de "Freydís".
Freydís Eiríksdóttir (n. 970-980) fue una hija de Erik el Rojo (como indica su patronímico) que estuvo relacionada con la exploración nórdica de Norteamérica. Las únicas fuentes medievales que mencionan a Freydís son las dos sagas de Vinlandia, que se cree que fueron compuestas en el siglo XIII pero pretenden describir eventos de alrededor del año 1000. Ambas ofrecen versiones muy distintas de los hechos, aunque coinciden en describir a Freydís como una mujer muy tenaz. La saga de Erik el Rojo la describe como medio hermana paterna de Leif Eriksson, pero de acuerdo a la saga de los Groenlandeses era su hermana completa.

## Saga de Erik el Rojo
En la saga de Erik el Rojo, Freydís se une a una expedición hacia Vinlandia dirigida por Þorfinnr Karlsefni. Su papel principal en la historia es que interviene en una batalla entre los vikingos y los nativos skrælingjar. Los nativos organizan un ataque e inducen a los nórdicos a la retirada.

## Saga de los Groenlandeses
Según la saga de los Groenlandeses, después de las expediciones a Vinlandia dirigidas por Leifr Eiríksson, Þorvaldr Eiríksson y Þorfinnr Karlsefni realizadas con cierto éxito, Freydís quiere prestigio y riqueza asociados con un viaje a Vinlandia. Ella hace un trato con dos hombres islandeses, Helgi y Finnbogi, por el cual debían ir juntos a Vinlandia y compartir todos los beneficios a partes iguales. Ellos acordaron llevar el mismo número de hombres, pero Freydís llevó más en secreto.
En Vinlandia, Freydís traiciona a sus compañeros, los atacó a ellos y a sus hombres mientras dormían y los mató. Ella ejecuta personalmente a las cinco mujeres del grupo anterior pues ninguna debía enterarse del asunto. Freydís quiere ocultar su traición y amenaza con la muerte a cualquiera que hable de los asesinatos. Ella vuelve a Groenlandia después de un año y cuenta el relato de que Helgi y Finnbogi habían decidido quedarse en Vinlandia.
Pero no todos guardan silencio y las voces de los asesinatos llegan finalmente a oídos de Leifr. Él torturó a tres hombres de la expedición de Freydís hasta que confesaron todo lo ocurrido. Aunque le disgustaron los sucesos, no quiso «hacerle a Freydís, mi hermana, lo que se merece».

## Adaptaciones en la ficción
El escritor Salva Rubio y la artista islandesa Stebba Ósk Ómarsdóttir publicaron un libro ilustrado que cuenta la historia de Freydís Eiríksdottir en 2015.